# Mount Chase
Mount Chase ist eine Town im Penobscot County des Bundesstaates Maine in den Vereinigten Staaten. Im Jahr 2020 lebten dort 187 Einwohner in 212 Haushalten auf einer Fläche von 97,72 km².

## Geografie
Nach dem United States Census Bureau hat Mount Chase eine Gesamtfläche von 97,72 km², von der 94,92 km² Land sind und 2,8 km² aus Gewässern bestehen.

### Geografische Lage
Mount Chase liegt im Nordosten des Penobscot Countys und grenzt an das Aroostook County. Im Nordwesten des Gebietes liegen der Upper Shin Pond und der Lower Shin Pond. Mehrere kleinere Flüsse durchfließen das Gebiet von Mount Chase. Das Gebiet ist hügelig, die höchste Erhebung ist der 736 m hohe Mount Chase.

### Nachbargemeinden
Alle Entfernungen sind als Luftlinien zwischen den offiziellen Koordinaten der Orte aus der Volkszählung 2010 angegeben.
- Norden und Westen: North Penobscot, Unorganized Territory, 26,9 km
- Osten: Hersey, Aroostook County, 15,0 km
- Süden: Patten, 9,1 km

### Stadtgliederung
In Mount Chase gibt es zwei Siedlungsgebiete: Myrick und Shin Pond.

### Klima
Die mittlere Durchschnittstemperatur in Mount Chase liegt zwischen −11,1 °C (12 °Fahrenheit) im Januar und 20,0 °C (68 °Fahrenheit) im Juli. Damit ist der Ort gegenüber dem langjährigen Mittel der USA um etwa 9 Grad kühler. Die Schneefälle zwischen Oktober und Mai liegen mit bis zu zweieinhalb Metern mehr als doppelt so hoch wie die mittlere Schneehöhe in den USA; die tägliche Sonnenscheindauer liegt am unteren Rand des Wertespektrums der USA.

## Geschichte
Das Gebiet wurde zunächst im Jahr 1860 als Monterey Plantation, dann im Jahr 1862 aus Gründen des Wahlrechtes als Mount Chase Plantation, schließlich am 21. März 1864 als Town Mount Chase organisiert. Eine Reorganisation zu einer Plantation erfolgte am 6. April 1936 und seit 1979 ist Mount Chase erneut als Town organisiert. Kartiert wurde das Gebiet ursprünglich unter der Bezeichnung Township No. 5, Sixth Range West of the Easterly Line of the State (T5 R6 WELS). Mount Chase ist als Ferienregion und auch bei Künstlern sehr beliebt.

### Einwohnerentwicklung
| Volkszählungsergebnisse – Town of Mount Chase, Maine | Volkszählungsergebnisse – Town of Mount Chase, Maine | Volkszählungsergebnisse – Town of Mount Chase, Maine | Volkszählungsergebnisse – Town of Mount Chase, Maine | Volkszählungsergebnisse – Town of Mount Chase, Maine | Volkszählungsergebnisse – Town of Mount Chase, Maine | Volkszählungsergebnisse – Town of Mount Chase, Maine | Volkszählungsergebnisse – Town of Mount Chase, Maine | Volkszählungsergebnisse – Town of Mount Chase, Maine | Volkszählungsergebnisse – Town of Mount Chase, Maine | Volkszählungsergebnisse – Town of Mount Chase, Maine |
| Jahr                                                 | 1800                                                 | 1810                                                 | 1820                                                 | 1830                                                 | 1840                                                 | 1850                                                 | 1860                                                 | 1870                                                 | 1880                                                 | 1890                                                 |
| ---------------------------------------------------- | ---------------------------------------------------- | ---------------------------------------------------- | ---------------------------------------------------- | ---------------------------------------------------- | ---------------------------------------------------- | ---------------------------------------------------- | ---------------------------------------------------- | ---------------------------------------------------- | ---------------------------------------------------- | ---------------------------------------------------- |
| Einwohner                                            |                                                      |                                                      |                                                      |                                                      |                                                      |                                                      |                                                      | 262                                                  | 310                                                  | 284                                                  |
| Jahr                                                 | 1900                                                 | 1910                                                 | 1920                                                 | 1930                                                 | 1940                                                 | 1950                                                 | 1960                                                 | 1970                                                 | 1980                                                 | 1990                                                 |
| Einwohner                                            | 299                                                  | 227                                                  | 239                                                  | 210                                                  | 198                                                  | 250                                                  | 179                                                  | 197                                                  | 233                                                  | 254                                                  |
| Jahr                                                 | 2000                                                 | 2010                                                 | 2020                                                 | 2030                                                 | 2040                                                 | 2050                                                 | 2060                                                 | 2070                                                 | 2080                                                 | 2090                                                 |
| Einwohner                                            | 247                                                  | 201                                                  | 187                                                  |                                                      |                                                      |                                                      |                                                      |                                                      |                                                      |                                                      |

## Wirtschaft und Infrastruktur

### Verkehr
Durch den Südosten von Mount Chase verläuft die Maine State Route 11. Die Maine State Route 159 hingegen führt in nordsüdlicher Richtung durch den Westen von Mount Chase.

### Öffentliche Einrichtungen
In Mount Chase gibt es keine medizinischen Einrichtungen oder Krankenhäuser. Nächstgelegene Einrichtungen für die Bewohner von Mount Chase befinden sich in Patten.
Mount Chase besitzt keine eigene Bücherei. Die nächstgelegene befindet sich in Patten.

### Bildung
Mount Chase gehört mit Crystal, Dyer Brook, Hersey, Island Falls, Merrill, Moro Plantation, Oakfield, Patten, Sherman, Smyrna und Stacyville zur Regional School Unit 50.
Folgende Schulen stehen den Schülerinnen und Schülern zur Verfügung:
- Katahdin Elementary School (PK-6) in Stacyville
- Katahdin Middle / High School (7–12) in Stacyville
- Southern Aroostook Community Schools (PK-12) in Dyer Brook